# Федоренко Любов Петрівна
Федоренко Любов Петрівна(нар. 8 травня 1949, Донецьк) — український політик, депутат Верховної Ради України.

## Біографія
Народилася 08 травня 1949 року у місті Донецьк.

## Освіта
Донецький політехнічний інститут 1968—1973 рр., гірничий інженер-економіст, "Економіка та організація гірничої промисловості".

## Діяльність
- 1966 - 1968 рр. - телефоністка, робітниця, шахтоуправління ім. газети "Правда", м. Донецьк
- 1973 - 1993 рр. — інженер, старший інженер, секретар парткому, завідувач гірничими роботами, шахтоуправління ВО "Донецьквугілля"
- 1993 - 1994 рр. - 1-й заступник голови, Пролетарський райвиконком м.Донецька
- 1994 - 1997 рр. - заступник директора ПТУ N 114, провідний фахівець Міністерства вугільної промисловості України
- 1997 - 1998 рр. - старший експерт управління зовнішньоекономічних зв'язків спільного підприємства "Експо-Донбас", м.Донецьк. Член КПУ

## Політична кар'єра
З березня 1998 року по квітень 2002 року — Народний депутат України 3-го скликання, обрана за багатомандатним виборчим округом від Комуністичної партії України. На момент виборів працювала старшим експертом управління зовнішньоекономічних зв'язків спільного підприємства «Експо-Донбас». Мешкала в місті Донецьку.
Член фракції КПУ травень 1998 року.
Член Комітету з питань паливно-енергетичного комплексу, ядерної політики та ядерної безпеки з липня 1998 року.
Квітень 2002 року - кандидат в народні депутати України, виборчий округ N 41, Донецької області, висунутий КПУ. За 13.06%, 2 з 26 претендентів. На час виборів: народний депутат України, член КПУ.
Березень 2006 року кандидат в народні депутати України від КПУ, N 126 в списку. На час виборів: пенсіонерка, член КПУ.